# Spy Smasher (filmový seriál)
Spy Smasher je americký dobrodružný filmový seriál z roku 1942 režiséra Williama Witneyho, vyrobený studiem Republic Pictures. Snímek vznikl na motivy komiksů o Spy Smasherovi od vydavatelství Fawcett Comics. Černobílý filmový seriál, který byl rozdělen do dvanácti částí, měl premiéru 4. dubna 1942, v titulní roli se představil Kane Richmond.
V roce 1966 měl premiéru televizní film Spy Smasher Returns, který je tvořen sestříhanou a zkrácenou verzí (100 min) původního seriálu.

## Příběh
Alan Armstrong působí jako maskovaný nezávislý agent Spy Smasher. Za druhé světové války je během nacistické okupace Francie zajat, nicméně dokáže uniknout zpět do USA. Zde musí s pomocí svého bratra-dvojčete Jacka, Jackovy snoubenky Eve a jejího otce, admirála Corbyho, dopadnou nacistického agenta, známého pouze jako The Mask, který provádí teroristické útoky po celé zemi.

## Obsazení
- Kane Richmond jako Alan Armstrong / Spy Smasher a Jack Armstrong
- Marguerite Chapman jako Eve Corbyová
- Sam Flint jako admirál Corby
- Hans Schumm jako The Mask
- Tris Coffin jako Drake